# Hengyang
Hengyang (chiń. 衡阳; pinyin Héngyáng) – miasto o statusie prefektury miejskiej w południowych Chinach, w prowincji Hunan, port nad rzeką Xiang Jiang. W 2010 roku liczba mieszkańców miasta wynosiła 753 745. Prefektura miejska w 1999 roku liczyła 7 122 946 mieszkańców. Ośrodek hutnictwa metali nieżelaznych oraz przemysłu maszynowego i elektrotechnicznego; w pobliżu miasta wydobywa się węgiel kamienny oraz rudy cynku i ołowiu. Stolica rzymskokatolickiej diecezji Hengyang.
Z Hengyang pochodzi Chen Yanchong, chińska tenisistka.
Przed 1912 rokiem miasto nosiło nazwę Hengzhou (衡州).